# Scala (modellismo ferroviario)

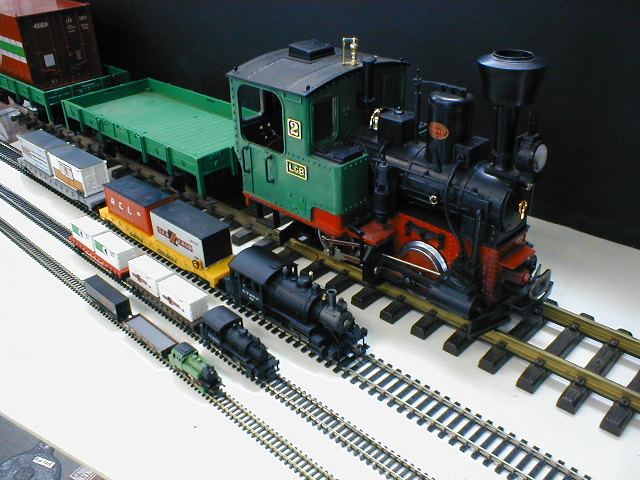
Alcune note scale ferromodellistiche messe a confronto. Da sinistra: scala Z, N, H0, G.

Nel modellismo ferroviario, le scale rappresentano standard dimensionali e proporzionali adottati dai diversi produttori per garantire uniformità e compatibilità tra i modelli. Le normative tecniche regolamentari attualmente in vigore a livello internazionale sono emanate dai seguenti enti:
- Normen Europäischer Modellbahnen (NEM) per l'Europa continentale;
- British Railway Modeling Standards Bureau (BRMSB) nel Regno Unito;
- National Model Railroad Association (NMRA) negli Stati Uniti.

Le scale più voluminose nel modellismo ferroviario sono tradizionalmente indicate con numeri romani in ordine decrescente, con le scale di dimensioni maggiori identificate da numeri più elevati. Con l’introduzione di modelli di dimensioni ancora minori, la classificazione si è ampliata includendo anche il numero 0 e diverse lettere maiuscole dell’alfabeto (come S, H0, TT, N e Z).

Esistono anche altre scale nel modellismo ferroviario, sebbene siano meno diffuse. Alcune di esse sono cadute in disuso o sono state progressivamente dimenticate, come la scala Z0, che ha avuto una significativa diffusione negli anni ’20 del XX secolo.

## Dimensioni nominali, scale e scartamenti

### Dimensioni nominali comuni, scale e scartamenti
Le più importanti scale regolari in Europa:
| Dimensione                                                  | Scala              | Scartamento    | Designazione                        | Scartamento                 | Diffusione |
| ----------------------------------------------------------- | ------------------ | -------------- | ----------------------------------- | --------------------------- | --- |
| Scala 2 o II (detta "Due„) o meglio conosciuta come scala G | 1:22,5             | II IIm IIe IIi | Normale Metrico Ridotto Industriale | 64 mm 45 mm 32 mm 22,5 mm   | IIm è uno scartamento comune per plastici e ferrovie da giardino (senza trasporto passeggeri). Per questo motivo è indicato con dimensione nominale Scala G (G per giardino-garten-garden). Altre denominazioni sono rare. |
| Scala 1 o I (detta "Uno„)                                   | 1:32               | I Im Ie Ii     | Normale Metrico Ridotto Industriale | 45 mm 32 mm 22,5 mm 16,5 mm | Produzioni in serie di grosse dimensioni. |
| Scala 0 (detta "Zero„)                                      | 1:48, 1:45, 1:43,5 | 0 0m 0e 0i     | Normale Metrico Ridotto Industriale | 32 mm 22,5 mm 16,5 mm 12 mm | Oggi, in Europa, è usata principalmente nei club. In Nordamerica esiste la Scala 0 ma non è molto diffusa. Durante la Seconda guerra mondiale fu diffusa come H0.                                                          |
| Scala S o Scala H1 (detta "H-uno„)                          | 1:64               | S Sm Se Si     | Normale Metrico Ridotto Industriale | 22,5 mm 16,5 mm 12 mm 9 mm  | Diffusa dagli anni cinquanta agli anni ottanta in Europa. In Nordamerica ha ancora una parte piccola di mercato. |
| Scala H0 (detta "H-zero„)                                   | 1:87               | H0 H0m H0e H0i | Normale Metrico Ridotto Industriale | 16,5 mm 12 mm 9 mm 6,5 mm   | Diffusa in Europa. Gran Bretagna e Nordamerica è ampiamente utilizzato come la Scala 00. |
| Scala TT ("TableTop„)                                       | 1:120              | TT TTm TTe TTi | Normale Metrico Ridotto Industriale | 12 mm 9 mm 6,5 mm 4,5 mm    | Diffusa in Europa orientale e nella ex-Germania dell'est. In Europa occidentale, Nordamerica e Giappone è rara. |
| Scala N                                                     | 1:160              | N Nm Ne        | Normale Metrico Ridotto             | 9 mm 6,5 mm 4,5 mm          | Diffusa in Europa, Giappone e Nordamerica. |
| Scala Z                                                     | 1:220              | Z Zm           | Normale Metrico                     | 6,5 mm 4,5 mm               | Diffusa in Europa dell'ovest, Giappone e Nordamerica. |

### Altre scale
Altre scale tratte dalle norme NEM, BRMSB e NMRA.
| Dimensione nominale           | Scala       | Scartamento         | Dimensione carreggiata                                                                             | Scartamento                         | Diffusione |
| ----------------------------- | ----------- | ------------------- | -------------------------------------------------------------------------------------------------- | ----------------------------------- | --- |
| Scala F                       | 1:20,32     | F Fm Fn3            | Normale 1435 mm Metrico 1000 mm Ridotto 914 mm (3 piedi)                                           | 70,62 mm 49,5 mm 45 mm              | Diffuso in Nordamerica Fn3 utilizza binari a scartamento IIm con uno scartamento del modello di 45 mm.                                    |
| Scala H                       | 1:24        | H                   | Normale 1435 mm Metrico 1000 mm                                                                    | 63,5 mm 45 mm                       | Anche conosciuta come H mezzo-pollice. Principalmente usato scartamento di 45mm. Lo scartamento corretto per la scala H sarebbe 59,80 mm. |
| Scala Z0                      | 1:60        | Z0                  | Normale 1435 mm                                                                                    | 24 mm                               | Diffuso negli anni '20 del 1900. |
| Scala 00 (detto: „zero-zero“) | 1:76,2      | P4 EM 00 00-12 00-9 | Normale 1435 mm Normale 1435 mm Normale 1435 mm Ridotto 914 mm (3 piedi) Ridotto 686 mm (2¼ piedi) | 18,83 mm 18,2 mm 16,5 mm 12 mm 9 mm | Diffusa in Gran Bretagna. Principalmente in Scala H0. EEM precursore del P4.                                                              |
| Scala TT3                     | 1:101,6     | TT3                 | Normale 1435 mm                                                                                    | 12 mm                               | Variante britannica della Scala TT. |
| Scala ZZ                      | 1:300       | ZZ                  | Normale 1435 mm                                                                                    | 4,8 mm                              | Presentato nel 2005 dalla Bandai |
| Scala T                       | 1:480 1:450 | T                   | Normale 1435 mm Kapspur 1067 mm                                                                    | 3 mm 3 mm                           | La scala più piccola, utilizzata dalla KK-Eishindo                                                                                        |

| Dimensione nominale | Scala  | Scartamento | Dimensione carreggiata                   | Scartamento  | Diffusione                                                          |
| ------------------- | ------ | ----------- | ---------------------------------------- | ------------ | ------------------------------------------------------------------- |
| Scala M             | 1:13,5 | M Mn2       | Normale 1435 mm Ridotto 610 mm (2 piedi) | 106 mm 45 mm | NMRA-Standard                                                       |
| Scala OOC           | 1:100  | OOC         | Normale 1435 mm                          | 14,3 mm      |                                                                     |
| Scala K             | 1:180  | K           | Normale 1435 mm                          | 8 mm         | Kerstingbahn; Prototipo presentato alla Hannover-Messe del 1948.    |
| Scala HZ            | 1:440  | HZ          | Normale 1435 mm                          | 3,25 mm      | Prototipo della Fa.Railex presentato alla Spielwarenmesse del 1992. |

## Terminologia degli scartamenti delle linee a scartamento ridotto
Nel tentativo di riprodurre fedelmente i binari a scartamento ridotto, non solo nel modello, ma anche nella larghezza della loro carreggiata in scala, le dimensioni nominali sono state inizialmente raggruppate in poche categorie rappresentative dei vari scartamenti metrici. Successivamente, per migliorarne la riconoscibilità, sono state introdotte lettere minuscole e/o numeri come suffissi.
Ad esempio, in Europa la scala H0 è suddivisa in diverse varianti, tra cui H0, H0m, H0e e H0i, a seconda dello scartamento riprodotto. In Nord America, invece, la scala 0 presenta suddivisioni basate sul sistema di misurazione anglosassone, con designazioni come 0, 0n3 e 0n30 (0n2 ½), che indicano le diverse larghezze di carreggiata espresse in piedi e pollici.

### Ferrovie a scartamento ridotto in Europa
Per le ferrovie europee a scartamento ridotto si applica la seguente nomenclatura, dove la X al posto della dimensione nominale risulta :
- Xm: scartamento metrico; sui binari con scartamento immediatamente inferiore rispetto allo scartamento normale (ad esempio, H0m con scartamento del modello di 12 mm).
- Xe: scartamento ridotto; con scartamento nominale di 750 mm, 760 mm e 800 mm; utilizzato sui binari con due gradini inferiore rispetto a quello normale (ad esempio, H0e con scartamento del modello a 9 mm).
- Xi: scartamento industriale; con scartamento nominale compreso tra i 400 mm e 600 mm; utilizzato sui binari con tre gradini inferiori rispetto allo scartamento normale (ad esempio, H0i con  scartamento del modello a 6.5). Nei paesi di lingua tedesca, invece della "i" per l'industria ferroviaria, viene utilizzata la lettera "f"  per settore ferroviario.
- Xp: Treni per parchi; con un modello di carreggiata di 15 pollici (381 mm); viene utilizzato sui binari con uno scartamento inferiore di quattro gradini rispetto allo scartamento standard (per esempio, IIp (2p) con scartamento del  modello a 16,5 mm).

La seguente tabella rappresenta la base per comparazione. Le ferrovie a scartamento ridotto con uno scartamento inferiore a 4,5 mm non sono attualmente normate.
| Dimensione traccia | Dimensioni per modelli (mm) | Dimensioni per modelli (mm) | Dimensioni per modelli (mm) | Dimensioni per modelli (mm) | Dimensioni per modelli (mm) | Dimensioni per modelli (mm) | Dimensioni per modelli (mm) | Dimensioni per modelli (mm) | Dimensioni per modelli (mm) | Dimensioni per modelli (mm) |
| ------------------ | --------------------------- | --------------------------- | --------------------------- | --------------------------- | --------------------------- | --------------------------- | --------------------------- | --------------------------- | --------------------------- | --------------------------- |
| da fino (mm)       | 4,5                         | 6,5                         | 9                           | 12                          | 16,5                        | 22,5                        | 32                          | 45                          | 64                          |                             |
| da fino (mm)       |                             |                             | 1:220                       | 1:160                       | 1:120                       | 1:87                        | 1:60                        | 1:43,5 1:45                 | 1:32                        | 1:22,5                      |
| 1250 ≤ 1700        |                             | Z                           | N                           | TT                          | H0                          | S                           | 0                           | I                           | II                          |                             |
| 850 ≤ 1250         | Zm                          | Nm                          | TTm                         | H0m                         | Sm                          | 0m                          | Im                          | IIm                         |                             |                             |
| 650 ≤ 850          | Ne                          | TTe                         | H0e                         | Se                          | 0e                          | Ie                          | IIe                         |                             |                             |                             |
| 400 ≤ 650          | TTi                         | H0i                         | Si                          | 0i                          | Ii                          | IIi                         |                             |                             |                             |                             |
| 300 ≤ 400          | H0p                         | Sp                          | 0p                          | Ip                          | IIp                         |                             |                             |                             |                             |                             |

### Scartamenti ridotti in Nordamerica
Per le ferrovie a scartamento ridotto in Nord America si applica il seguente sistema: X sta per la dimensione nominale, n come abbreviazione di "narrow" e infine il modello-gauge, come nel caso in piedi o in pollici:
Esempi:
- Xn2½: ferrovia a scartamento ridotto nella dimensione nominale di 2½ piedi.
- 0n30: binario a scartamento ridotto nella dimensione nominale 0 con scartamento da 30 pollici, che corrispondono a 2½ piedi (con scartamento del modello a 16,5 mm).

Nota: non tutte le combinazioni sono normate, ma in molti casi si applicano per analogia. Ad esempio, lo scartamento Gn15 è una ferrovia a scartamento ridotto (Nordamericana) con scartamento da 15 pollici nella misura nominale II (Scala G).

## Scale di proporzione per giardini e parchi
Ci sono altre scale per altri impieghi, comunemente indicati come treni per giardini o per parchi. Tecnicamente si possono avere:

### Scale da giardino
Modellini sufficientemente grandi che rendono possibile alle persone prenderne posto sulle sedute. Ad esempio, i modelli con scartamento di 3,5 pollici (89 mm), 5 pollici (127 mm) e 7 ¼ pollici (184 mm) sono comuni.

### Scala per parco
Meno comuni sono le ferrovie per parchi Railway Park, modellini di treni in miniatura che sono di dimensioni tali da poter trasportare persone a bordo ed essere condotte come l'originale. Hanno scartamento in alcuni casi minori di 12 pollici (305 mm). In singoli casi, possono raggiungere una dimensione più simile a una ferrovia industriale o a una ferrovia a scartamento ridotto.

## Scale nominali storiche
La diffusione delle dimensioni regolari contemporanee ha portato alla scomparsa di altri modelli, esempio tipico è la scala Z0 (1:60), che fiorì a metà del XX secolo. Fu creata per treni modello dal produttore svizzero WESA, che produsse, prima dell'avvento di piccole scale, modelli in scala 1:100.
Molto raramente si trovano la scala III e scala IV, i giocattoli e i modelli ferroviari dell'epoca erano realizzati dai produttori su ordinazione individuale.

## Scale di dimensioni non regolari
Molto diffusi, soprattutto nei grandi magazzini e negozi sottomarca, i sistemi di trenini non regolari, cioè, quei modellini che non si inseriscono nella classificazione regolare delle scale. Tali giocattoli sono ad esempio della LEGO o BRIO (azienda svedese di giocattoli; il prodotto più noto di Brio è il loro sistema ferroviario in legno).
Nel periodo dal 1945 agli inizi degli anni '90, la famosa ditta Italiana Rivarossi di Como produsse i propri modelli e accessori in scala nominale H0, ma che in realtà avevano dimensioni 1:80 pur utilizzando binari in vera scala H0 (16,5 mm). Questa differenza di scala risaliva nella necessità di montare motori di maggiori dimensioni rispetto a quanto consentito dalla scala H0. Di conseguenza, i modelli dei vagoni e gli accessori dovevano assumere delle dimensioni esteticamente compatibili, con un risultato leggermente più grande.

Nella presentazione statica di materiale rotabile, per prototipi, musei o mostre, spesso i modelli non sono prodotti nelle scale regolari. Questi modelli sono costruiti da modellisti professionisti di grandi aziende, laboratori di formazione, o privati con scale di 1:50 o addirittura 1:10.